# Apocalipse
Um apocalipse (em grego clássico: ἀποκάλυψις - apokálypsis, derivado das palavras ἀπό e καλύπτω, que significam, literalmente, "uma descoberta") é uma divulgação ou revelação de grande conhecimento. Em conceitos religiosos, um apocalipse geralmente revela algo muito importante que estava oculto ou fornece o que Bart Ehrman denominou de "Uma visão dos segredos celestiais que pode dar sentido às realidades terrenas". Em adição, certas culturas pagãs costumam ter visões assemelhadas a respeito desse tema muito embora o apocalipse pagão tenha mudado com o tempo.
O jejum, principalmente como parte de uma disciplina espiritual, pode levar uma pessoa a uma visão profética apocalíptica. Um exemplo disso é encontrado no livro de Daniel, que é o primeiro relato do apocalipse da Bíblia protestante. Depois de um longo período de jejum, Uma parte sobre o julgamento final de Deus lida com as forças do mal e as forças do bem e na Bíblia, Deus derrota uma força do mal para sempre e traz justiça e misericórdia ao mundo. Ap 20–22. Artigo “Dia do Senhor”.

## Numerologia
A escrita apocalíptica frequentemente faz amplo uso de simbolismo. Um exemplo disso ocorre quando a gematria é empregada, seja para obscurecer o significado do escritor ou aumentá-lo; como várias culturas antigas usavam letras também como números (ou seja, os romanos com seu uso de "numerais romanos"). Daí o nome simbólico "Taxo", "Assumptio Mosis", IX. 1; o "Número da Besta " (616/666), no livro de Apocalipse 13:18; o número 666 ('Iησōῦς), Sibyllines, I.326-30.

### Períodos de tempo
Semelhante é a frequente profecia sobre o período de tempo durante o qual os eventos preditos devem ser cumpridos. Assim, o "tempo, tempos e meio", Daniel 12: 7, que foi considerado pelos dispensacionalistas como tendo 3 anos e meio de duração; as " cinquenta e oito vezes " de Enoch, XC.5, " Assumptio Mosis ", X.11; o anúncio de um certo número de "semanas" ou dias, cujo ponto de partida em Daniel 9:24, 25 é "a saída do mandamento de restaurar e edificar Jerusalém ao Messias, o Príncipe, será de sete semanas", uma menção de 1290 dias após o pacto / sacrifício ser quebrado (Daniel 12:11), 12; Enoch XCIII.3–10; 2 Esdras 14:11, 12; Apocalipse de Baruch XXVI – VIII; Apocalipse 11: 3, que menciona "duas testemunhas" com poder sobrenatural, 12: 6; compare Assumptio Mosis, VII.1.

### Descrições
A linguagem simbólica também ocorre em descrições de pessoas, coisas ou eventos; assim, os "chifres" de Daniel 7 e 8; Apocalipse 17 e seguintes; as "cabeças" e "asas" de 2 Esdras XI e seguintes; os sete selos de Apocalipse 6; trombetas, Apocalipse 8; "taças da ira de Deus" ou "taça..." julgamentos, Apocalipse 16; o dragão, Apocalipse 12: 3-17, Apocalipse 20: 1-3; a águia, Assumptio Mosis, X.8; e assim por diante.

## Fim da era
No Antigo Testamento hebraico, algumas imagens do fim dos tempos eram imagens do julgamento dos ímpios e da glorificação daqueles que receberam a justiça diante de Deus. No Livro de Jó e em alguns Salmos, os mortos são descritos nesses textos hebraicos como estando no Sheol, aguardando o julgamento final. Os ímpios serão então condenados ao sofrimento eterno nos fogos de Gehinnom, ou no lago de fogo mencionado no Livro Cristão do Apocalipse.